# Merit Ptah
Nota: No ha de confondre's amb l'esposa de Ramose, visir d'Amenofis III, també Merit Ptah (cantora d'Amon), representada amb el seu marit a la tomba TT55.
Merit Ptah (c. 2700 aC) fou considerada erròniament una metgessa de l'antic Egipte i la primera dona coneguda pel seu nom en la història de la medicina així com també la primera dona esmentada en tota la història de la ciència. La seva imatge pot veure's en una tomba en la necròpoli propera a la piràmide escalonada de Saqqara. El seu fill, que era summe sacerdot, la va descriure com "la metgessa cap".
Recentment, però, se n'ha qüestionat l'exactitud d'aquesta dada i sembla que es demostra que es tracta d'un error d'interpretació de Kate Campbell Hurd-Mead en la seva obra A history of women in medicine: from the earliest of times to the beginning of the nineteenth century (1938).
El nom de Merit Ptah, donat per Hurd-Mead com a "metgessa cap", no apareix en cap de les llistes conservades de sanadors egipcis ni en les de dones administradores. Tampoc no hi ha, com diu Hurd-Mead, tombes de l'Antic Imperi a la Vall dels Reis. En canvi, Kwiecinski addueix que, entre 1929 i 1930, s'excavà una tomba a Giza, la d'Akhethetep, alt dignatari de la Dinastia V, on està representada una dona anomenada Peseixet, "supervisora de dones sanadores" i, probablement, mare d'Akhethetep. Hurd-Mead tenia en la biblioteca un exemplar de la monografia publicada sobre aquesta excavació. Kwiecinski pensa que Hurd-Mead va confondre els dos casos i que va donar, erròniament, el nom equivocat en la seva obra, prenent rellevància posteriorment.
Tot i que la Merit Ptah real no fos metgessa o, fins i tot, que no existís, ha esdevingut un símbol de la lluita feminista del segle xx. En el seu honor, la Unió Astronòmica Internacional va batejar un cràter d'impacte a Venus com Merit Ptah.